# Сауга (волость)
Са́уга (эст. Sauga) — бывшая волость в Эстонии в составе уезда Пярнумаа.

## Положение
Площадь волости — 164,8 км², численность населения на 1 января 2006 года составляла 2564 человека.
Административный центр волости — посёлок Сауга. Помимо этого, на территории волости находятся ещё 10 деревень.
Волость была образована 24 октября 1991 года.
На территории волости находятся следы древнейшего обитания человека на территории Эстонии — Пуллиское поселение.